# Počátky (Kraslice)
Počátky (německy Ursprung) jsou malá vesnice, část města Kraslice v okrese Sokolov v Karlovarském kraji. Nachází se asi šest kilometrů západně od Kraslic, necelý jeden kilometr od česko-německé hranice. Je zde evidováno 26 adres. V roce 2011 zde trvale žilo 17 obyvatel.
Počátky leží v katastrálním území Počátky u Kraslic o rozloze 7,46 km².

## Historie
První písemná zmínka o vesnici pochází z roku 1348. V tomto roce se Počátky uvádějí v seznamu obcí, prodaných waldsassenským klášterem rytíři Rüdengerovi ze Sparnecku. Osada však vznikla nejspíše již ve 13. století při kolonizaci tzv. Lubského újezdu waldsassenským klášterem. Roku 1916 byla vybudována silnice do Kraslic, v roce 1930 byla postavena dvojtřídní škola. Po druhé světové válce došlo k vysídlení původního německého obyvatelstva. Obec se nepodařilo dosídlit a po roce 1949 se ocitla v hraničním pásmu. V budově bývalé školy se usídlila jednotka vojáků Pohraniční stráže. Později se vesnice postupně proměnila v rekreační místo chalupářů.

## Obyvatelstvo
Většina obyvatel se živila zemědělstvím. Žili zde i výrobci dílů k hudebním nástrojům. V roce 1922 zde vyrábělo součásti houslí 46 výrobců.
Při sčítání lidu v roce 1921 zde žilo 376 obyvatel, z nichž bylo 375 Němců a jeden byl cizinec. Všichni obyvatelé se hlásili k římskokatolické církvi.
| Rok                                                            | 1869 | 1880 | 1890 | 1900 | 1910 | 1921 | 1930 | 1950 | 1961 | 1970 | 1980 | 1991 | 2001 | 2011 | 2021 |
| -------------------------------------------------------------- | ---- | ---- | ---- | ---- | ---- | ---- | ---- | ---- | ---- | ---- | ---- | ---- | ---- | ---- | ---- |
| Počet obyvatel                                                 | 358  | 327  | 307  | 329  | 330  | 376  | 364  | 70   | 68   | 31   | 19   | 21   | 17   | 17   | 15   |
| Počet domů                                                     | 35   | 46   | 49   | 52   | 56   | 61   | 65   | 65   | -    | 16   | 10   | 17   | 15   | 17   | 16   |
| Počet domů z roku 1961 je zahrnut v přehledu vesnice Kostelní. |      |      |      |      |      |      |      |      |      |      |      |      |      |      |      |

## Obecní správa
Při sčítání lidu v letech 1850–1918 Počátky byly osadou obce Kostelní v okrese Kraslice. V letech 1919–1949 byly samostatnou obcí v okrese Kraslice. V letech 1950–1976 byly opět osadou obce Kostelní, se kterým patřily nejprve do okresu Kraslice, ale od roku 1961 v okrese Sokolov. Od 1. dubna 1976 jsou částí města Kraslice v okrese Sokolov.

## Pamětihodnosti

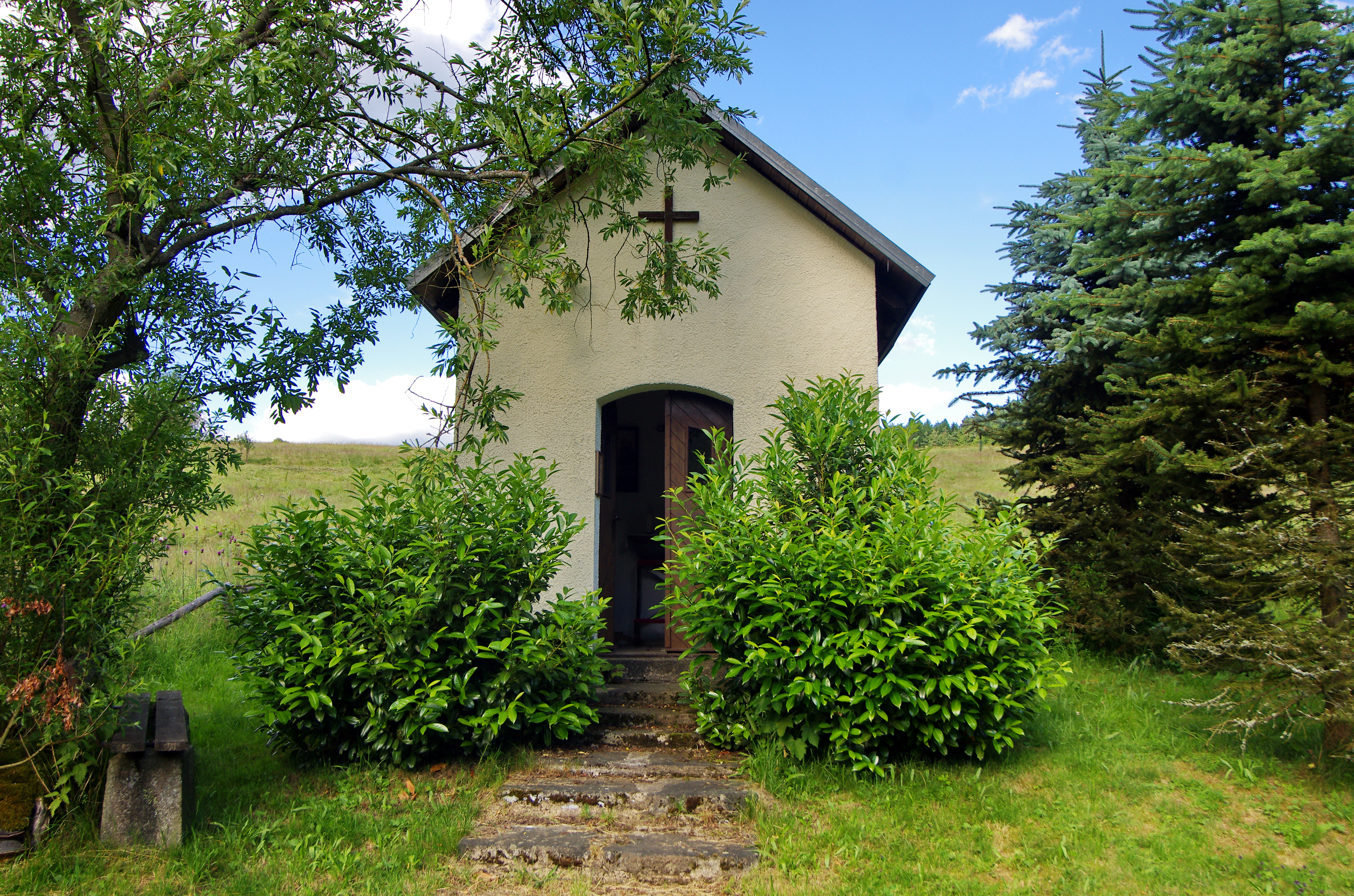
Kaple Svatých pomocníků

- Kaple Svatých pomocníků z roku 1893

Kapli k poctě 14 svátých pomocníků zde nechal postavit v roce 1893 rolník Josef Lorenz jako poděkování za uzdravení své nemocné čtrnáctileté dcerky. Rod Lorenzů je v osadě Počátky zmiňován již v Berní rule 1654 pod číslem jedna mezi šesti tehdy zde zapsanými poddanskými usedlostmi. Až do roku 1946 sloužila kaple obyvatelům obce a kolemjdoucím. Potom byla devastována a odsouzena k zániku. V roce 1997 se o obnovení postarali manželé Franz a Sofie Sandnerovi, kteří se v Počátkách narodili, ale byli odsunuti do Německa. Na své rodiště ve staré vlasti však nezapomněli. Za pomoci přátel se jim podařilo kapli obnovit. Dne 24. května 1998 byla kaple slavnostně vysvěcena.